# أبريتشنا
أبريتشنا (بالإيطالية: Apricena)‏ هي بلدية في مقاطعة فودجا في إقليم بوليا الإيطالي.

## السكان
تطور النمو السكاني لـ أبريتشنا